# Lásabrjótur

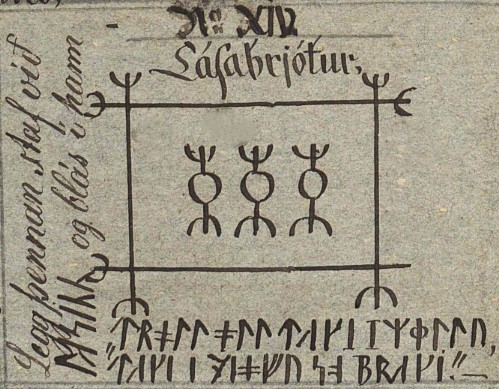
Lásabrjótur im Huld-Manuskript

Der Lásabrjótur (isländisch für „Schlossaufbrecher“) ist ein isländisches magisches Zeichen, das im Huld-Manuskript, einem isländischen Grimoire aus dem Jahr 1860, abgebildet und erklärt wird. Er gehört zu den sogenannten Galdrastafir (isländisch Plural von galdrastafur: „Zauberstäbe“, „Zauberzeichen“). Der Zweck des Lásabrjótur ist es, ein Schloss ohne Schlüssel öffnen zu können.

## Beschreibung
Das Zeichen ähnelt vom Aussehen her einem Schloss mit drei Schlüssellöchern; es kann jedoch auch ein kompliziertes Vorhängeschloss darstellen.
Das Huld-Manuskript, dessen Inhalt 1860 von dem isländischen Gelehrten Geir Vigfússon (1813–1880) in Akureyri zusammengestellt wurde, zeigt den Lásabrjótur auf Seite 56 unter Nummer XIV. Links neben der Zeichnung wird die praktische Anwendung des Zeichens beschrieben. Unter der Zeichnung steht ein Satz in mittelalterlichen Runen, der zur Aktivierung des Zaubers ausgesprochen werden musste.
Satz in lateinischer Schrift mit Wort „lásinn“ (ᛚᛆᛋᛁᚿᚿ) in Runen:

„Legg þennan staf við lásinn og blás í hann.“

Übersetzung: „Lege dieses Zeichen an das Schloss und blase in es hinein.“
Übertragung des in Runen dargestellten Satzes:
„Tröll öll taki í mellu, taki í djöfu so braki.“
Der australische Wissenschaftler Justin Foster ergänzt „djöfu“ zu „djöful“ („Teufel“) und „so“ zu „svo“ („so“, „daher“, „dann“) und übersetzt:

„Alle Trolle greifen nach dem Schloss, ergreifen einen Teufel, damit es bricht.“

Foster erklärt, dass der Runen-Satz schwer zu übersetzen und seine Übersetzung spekulativ ist. Er vermutet, dass der Schreiber Wortformen und Schreibweisen absichtlich verändert hat, um Reime und Alliteration zu erreichen. Außerdem nimmt er an, dass die Bedeutung von Wörtern ausgedehnt wurde, damit sie sich in den Kontext einfügen. Er geht davon aus, dass „mellu“ wahrscheinlich von dem Wort „mella“ kommt, was dann speziell in diesem Satz die Bezeichnung für einen eisernen Türriegel ist. Nach Foster kann „braki“ sowohl ein brechendes Geräusch als auch zerbrochene Stücke bedeuten.
Übertragung von Mila Fois: „Die Trolle sollen das Schloss ergreifen und die Dämonen die andere Seite, sodass es zerbricht!“
Übersetzung des Galdrasýning („Zaubereimuseum“) in Hólmavík in Island:
„Alle Trolle nehmen einen Hammer, nehmen einen Teufel und zerbrechen es.“